# Edwin Preißler
Edwin Preißler (* 26. November 1942; † 22. Februar 2008) war ein deutscher Fußballspieler.

## Karriere
Preißler spielte bei den Amateuren des 1. FC Nürnberg, als er in der Saison 1966/67 in der Profimannschaft zum Zuge kam. Somit gab er sein Debüt in der Bundesliga am 20. Spieltag gegen den FC Schalke 04. Das Spiel endete in Nürnberg 4:0 für den S04. Unter Trainer Max Merkel wurde er anschließend nicht mehr eingesetzt. Er wechselte 1967 zum SV Waldhof Mannheim in die Regionalliga Süd.